# Плеоназм
Плеона́зм (від грец. πλεονασμός — надлишок, надмірність) — надлишковість засобів, що використовуються для передавання лексичного чи граматичного змісту висловлювання. Плеоназм, як властивість тексту - є протилежністю еліпсису і виявляє себе у повторенні чи синонімічному дублюванні лексем (лексичний плеоназм) або граматичних форм (граматичний плеоназм), а також у надто багатослівному передаванні змісту, який може бути висловлено коротше. Плеоназм може реалізовуватись і в межах речення, і у ширшому контексті: цілі речення можуть практично дублювати той самий зміст.
Плеоназм може бути обов'язковим (зумовленим мовною системою чи нормою) або факультативним, стилістичним (зумовленим експресивною метою висловлювання). Обов'язковий плеоназм часто присутній у граматиці різних мов — наприклад, у системах узгодження (дублювання граматичного значення іменника у формах залежних від нього слів), у деяких конструкціях дієслівного керування — дублювання просторових значень дієслівних префіксів у прийменниках («злізти з дерева») або подвійного заперечення («ніколи не був») та ін. Стилістичний (експресивний) плеоназм є типовим для розмовної, публіцистичної й художньої мови, особливо для фольклору, де плеонастичні епітети й порівняння можуть перетворюватись на стійкі поетичні формули.
Близьким до поняття плеоназму є поняття тавтології, яку іноді називають «хибним плеоназмом».

## Приклади
- пам'ятний сувенір (сувенір — «подарунок на пам'ять»),
- передовий авангард (авангард — «ті, хто попереду»),
- спільна співпраця (співпраця — «спільне розв'язання проблем, спільна робота»),
- народний фольклор (фольклор — «народна творчість»),
- прейскурант цін (прейскурант — «довідник цін»),
- вільна вакансія (вакансія — «вільна, незайнята посада»),
- основний лейтмотив (лейтмотив — «провідний мотив, основна думка твору»),
- дублювати двічі (дублювати — «повторювати, подвоювати»),
- демобілізуватися з армії (демобілізуватися — «увільнитися зі збройних сил»)[1].
- чорна сажа (сажа — за кольором чорна),
- у травні місяці (травень — це вже назва місяця),
- смертельно вбитий труп загиблого мерця (достатньо — «труп убитого»),
- бурхливі овації (овації — «бурхливі оплески»),
- внутрішній інтер'єр («інтер'єр» — внутрішній вигляд),
- долоні рук (долоні бувають тільки на руках, на ногах — ступні; достатньо — «долоні»),
- моя власна думка (моя думка вже належить мені, не може бути «моєї орендованої думки» чи будь-якої іншої «моєї невласної думки»),
- писати свою автобіографію (автобіографія — біографія, яку автор написав про себе; читати, видавати, розповідати і т.ін. можна як свою, так і чужу автобіографію),
- кілька років тому назад (кілька років тому).